# Alabama-Expedition

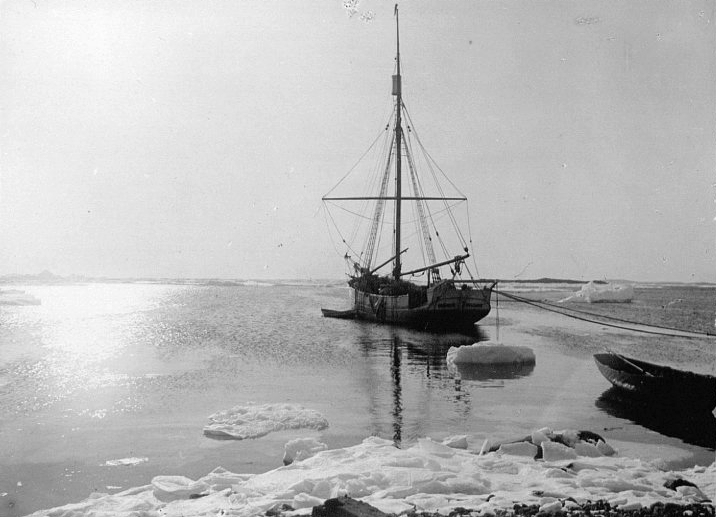
Die Alabama in ihrem Winterhafen, September 1909

Die Alabama-Expedition (offiziell Alabama-Expeditionen til Grønlands Nordøstkyst, „Alabama-Expedition an Grönlands Nordostküste“) war eine von 1909 bis 1912 dauernde dänische Expedition mit dem Schoner Alabama nach Nordostgrönland. 
Sie folgte der tragisch verlaufenen Danmark-Expedition und hatte das Ziel, die Tagebücher und womöglich den Leichnam Ludvig Mylius-Erichsens zu finden. Die Alabama-Expedition nahm einen dramatischen Verlauf. Ihr Schiff ging im Eis verloren, und Ejnar Mikkelsen (1880–1971) blieb mit Iver Iversen (1884–1968) allein zurück. Unfähig, aus eigener Kraft in die Zivilisation zurückzukehren, mussten sie noch zweimal in der Arktis überwintern, bevor sie gerettet wurden. 
Mikkelsens 1955 erschienener Reisebericht Farlig tomandsfærd ist die literarische Vorlage des Filmdramas Against the Ice aus dem Jahr 2022.

## Vorgeschichte

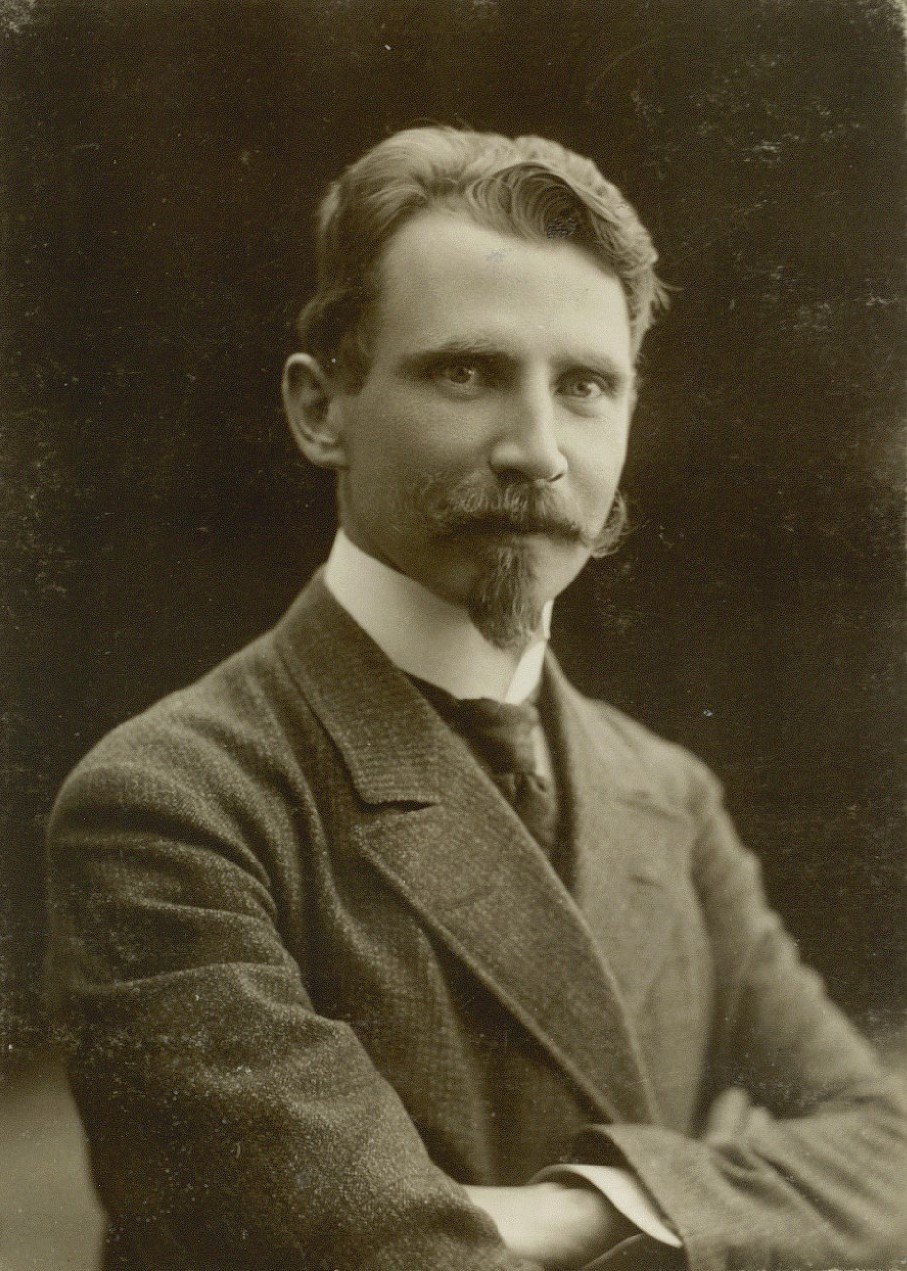
Ludvig Mylius-Erichsen

Am Beginn des 20. Jahrhunderts war die Küste Grönlands fast vollständig bekannt und kartiert. Nur ein schwer zugänglicher Abschnitt der Nordostküste war von den europäischen und US-amerikanischen Entdeckern noch nicht erreicht worden. Er begann am nördlichsten von der Zweiten Deutschen Nordpolar-Expedition von 1869 bis 1870 erreichten Punkt nahe dem 77. Breitengrad und endete im Norden am Kap Wyckoff, bis zu dem der US-Amerikaner Robert Peary im Jahr 1900 von Westen kommend vorgedrungen war. Ungeklärt war auch, ob Peary Land, in dem Kap Wyckoff liegt, ein Teil Grönlands oder eine eigenständige, von Grönland durch den Pearykanal getrennte Insel ist. Diese Meeresstraße hatte Peary 1892 gemeinsam mit Eivind Astrup vom Navy Cliff an der Independence-Bucht (heute Independence Fjord) aus entdeckt.
Um die Kartierung der Küste abzuschließen und um seine Souveränität über Grönland zu untermauern, schickte Dänemark 1906 seine bis dahin größte wissenschaftliche Grönlandexpedition aus. Zur Danmark-Expedition, die nach dem Expeditionsschiff benannt ist, gehörte auch der junge Alfred Wegener als Meteorologe. Das Unternehmen nahm einen tragischen Verlauf. Der Expeditionsleiter Ludvig Mylius-Erichsen kam mit seinen zwei Begleitern Niels Peter Høeg-Hagen und Jørgen Brønlund ums Leben. Nur Brønlund wurde 1908 tot aufgefunden, dazu sein Tagebuch und Landaufnahmen sowie Kartenskizzen Høeg-Hagens. Mylius-Erichsen, Høeg-Hagen und ihre wichtigen Tagebücher blieben verschollen.
Die dänische Öffentlichkeit nahm großen Anteil am Schicksal der Danmark-Expedition. Als Ejnar Mikkelsen mit seinem Plan für eine schlanke Expedition zur Suche nach den Vermissten und ihren Tagebüchern an das Komitee der Danmark-Expedition unter Vorsitz von Georg Carl Amdrup herantrat, erhielt er daher dessen volle Unterstützung.

## Expeditionsziel und -plan
Das Hauptziel der Expedition war es, die Tagebücher und alle weiteren Aufzeichnungen von Mylius-Erichsen und Høeg-Hagen zu finden. Man vermutete sie am Danmark Fjord, entweder am Kap Kronborg oder am Kap Holbæk. Ein Nebenziel blieb das Auffinden der Leichname der beiden Forscher. Darüber hinaus waren in Ergänzung der Arbeiten der Danmark-Expedition meteorologische Beobachtungen und Landvermessungen vorgesehen.
Mikkelsens Plan sah vor, Kopenhagen Anfang Juni 1909 mit einem kleinen Motorschiff und sieben Mann Besatzung zu verlassen. Die Ladung sollte Proviant für 16 Monate, dazu Reserveproviant für ein weiteres Jahr sowie 45 Schlittenhunde umfassen. Der Plan sah vor, am nördlichsten vom Schiff zu erreichenden Punkt ein Proviantdepot einzurichten, das Schiff danach aber wieder nach Süden in einen sicheren Hafen zu steuern, um sicherzustellen, beim Eisaufbruch im folgenden Jahr wieder freizukommen. Noch im Herbst 1909 sollte das Proviantdepot nach Lambert Land verlegt werden.
Sobald es das Wetter im Frühjahr 1910 zuließe, würde eine fünfköpfige Gruppe aufbrechen und über Lambert Land auf das Inlandeis steigen, wo zwei Männer umkehren, die anderen aber mit Proviant für 100 Tage zum Danmark Fjord weiterreisen würden. Dessen Westküste sollte aufmerksam nach Dokumenten der Danmark-Expedition abgesucht werden. Würden die Tagebücher nicht gefunden, sollte über Nordostrundningen an der Küste Nordostgrönlands entlang zum Schiff zurückgekehrt werden, wobei weiter nach den Tagebüchern Ausschau zu halten sei. Im Fall einer erfolgreichen Suche nach den Dokumenten am Danmark Fjord könnte eine Reise in den Pearykanal unternommen werden, um zu prüfen, ob er Peary Land vollständig von Grönland trennt. Anschließend sollten die Männer zum Schiff zurückkehren und Grönland noch 1910 verlassen.

## Teilnehmer

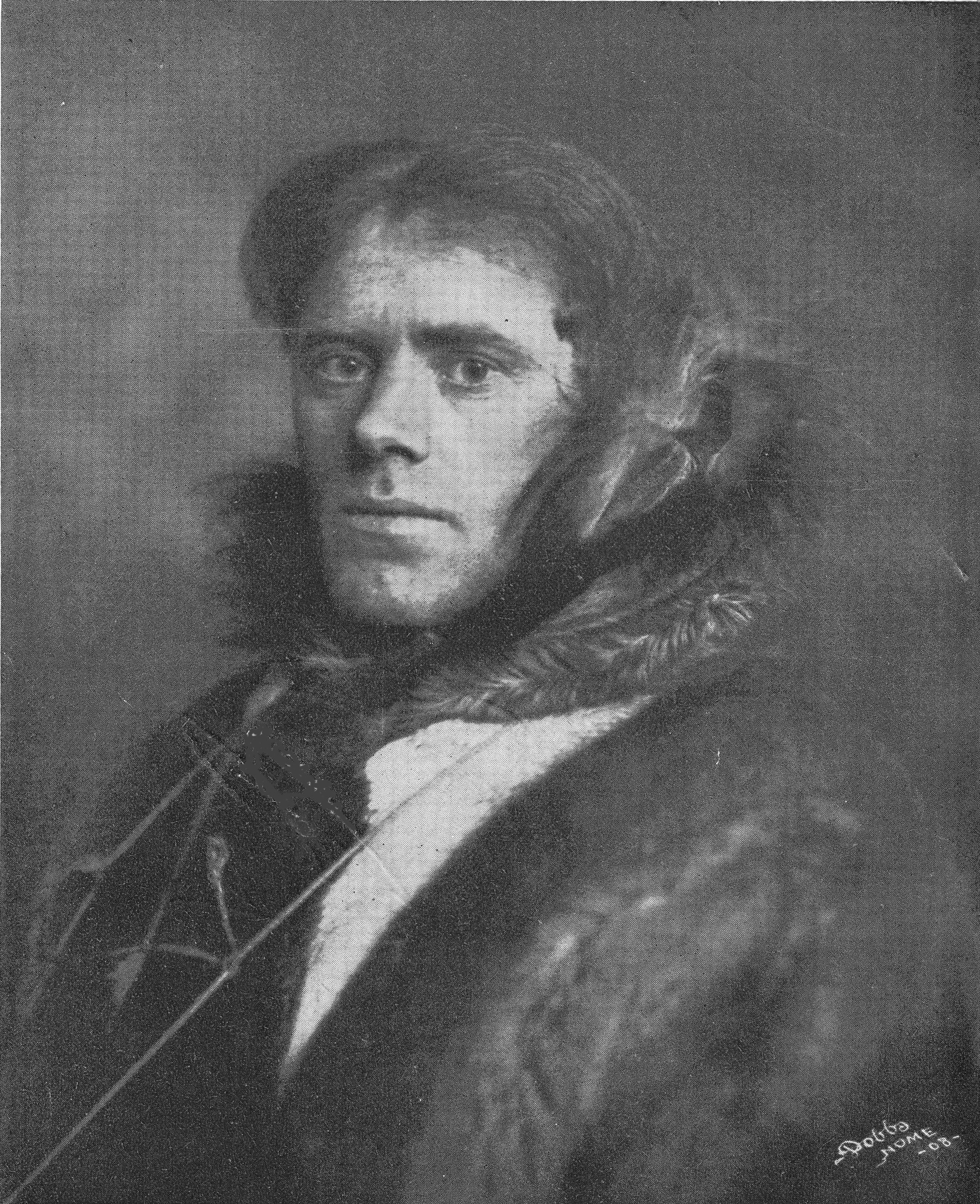
Ejnar Mikkelsen

Der einzige Expeditionsteilnehmer mit Arktiserfahrung war Ejnar Mikkelsen. Er hatte im Jahr 1900 an Amdrups Ostgrönland-Expedition und von 1901 bis 1902 an der US-amerikanischen Baldwin-Ziegler-Expedition nach Franz-Joseph-Land teilgenommen. Von 1906 bis 1908 hatte er gemeinsam mit Ernest de Koven Leffingwell (1875–1971) die Anglo-Amerikanischen Polarexpedition nach Alaska geleitet. Dabei hatte er im Winter 1907/08 allein mit dem Hundeschlitten und zu Fuß eine Strecke von 4000 km von Flaxman Island nach Valdez zurückgelegt.
Die weiteren Expeditionsteilnehmer waren Mikkelsens Stellvertreter Wilhelm Laub (1887–1945), Oberleutnant zur See der Königlich Dänischen Marine, Christian H. Jørgensen, Infanterie-Oberleutnant, Iver P. Iversen, Maschinist in der Königlich Dänischen Marine, die Steuerleute Hans P. Olsen und Georg Poulsen sowie der Zimmermann Karl Unger.

## Vorbereitung
Das Folketing bewilligte der Expedition auf Antrag des Ministerpräsidenten Jens Christian Christensen eine finanzielle Unterstützung von 25.000 dänischen Kronen unter der Bedingung, dass eine ebenso große Summe privat zur Verfügung gestellt würde. Das Geld kam früh im Jahr zusammen, sodass Mikkelsen in Norwegen den Schoner Alabama kaufen und in Kopenhagen für die Arktisfahrt umrüsten lassen konnte. Der Schiffsrumpf wurde zum Schutz gegen das Eis mit 2 Zoll dicken Eichenholzplatten verstärkt. Zusätzlich wurden Querbalken eingezogen. Außerdem wurde die Alabama mit einem Motor ausgestattet.
45 Schlittenhunde wurden in Westgrönland bestellt und auf die Färöer gebracht, wo sie von der Alabama aufgenommen werden sollten.

## Verlauf

### 1909
Die Expedition verließ Kopenhagen am 20. Juni 1909. Schon in Tórshavn auf den Färöern musste Mikkelsen seine Pläne radikal ändern. Von den Schlittenhunden, die hier übernommen werden sollten, waren 23 tot und die anderen so krank, dass sie erschossen werden mussten. Mikkelsen steuerte deshalb zunächst Ammassalik in Ostgrönland an, um neue Hunde zu kaufen. Anschließend fuhr die Alabama nach Island, um dem erkrankten Maschinisten H. Aagaard die Heimreise zu ermöglichen. Als Ersatz kam Iver Iversen (1884–1968) vom Patrouillenschiff Islands Falk an Bord. Die Querung des Eisgürtels vor der grönländischen Küste stellte sich als problematisch dar. Erst am 25. August wurde die Insel Shannon erreicht. Zur großen Enttäuschung Mikkelsens war der weitere Weg nach Norden durch dichtes Packeis versperrt. Am 27. August ging das Schiff in einer heute Alabama Havn genannten Bucht nahe Kap Sussi an der Ostküste Shannons vor Anker, 160 km südlich der Basis der Danmark-Expedition in Danmarkshavn. Die Männer begannen das Schiff zu entladen und die Vorräte auf einem niedrigen Felsvorsprung zu verstauen. Regelmäßige meteorologische Messungen wurden aufgenommen, die ohne Unterbrechung bis zur Aufgabe des Winterquartiers am 31. Juli 1910 fortgesetzt wurden.
Mit der Schlittenreise nach Norden musste bis zur Bildung von tragfähigem Festeis entlang der Küste gewartet werden. Vom 16. bis 19. September unternahmen Mikkelsen, Jørgensen und Iversen eine Exkursion zur Südspitze Shannons, um zu jagen und ein für die Baldwin-Ziegler-Expedition 1901 angelegtes Depot zu inspizieren, das in relativ gutem Zustand vorgefunden wurde. Am 25. September brachen sie nach Lambert Land auf, um das letzte Lager von Mylius-Erichsen und seinen Kameraden zu suchen. Bis zum 2. Oktober wurden sie von Laub und Olsen begleitet. Am 11. Oktober erreichten sie das Haus der Danmark-Expedition in Danmarkshavn, wo sie sich ein paar Tage von den Strapazen erholten. Am 31. Oktober waren sie in Lambert Land und fanden Reste des Depots und den Leichnam von Brønlund, der von Johan Peter Koch im Frühjahr 1908 nicht beerdigt worden war. Sie zimmerten einen groben Sarg aus Kistenbrettern und bedeckten ihn mit großen Steinen. Der wichtigste Fund war Brønlunds Skizzenbuch, das Porträts seiner beiden Kameraden und eine Skizze des Danmark Fjords enthielt. Die Suche nach Mylius-Erichsen und Høeg-Hagen sowie nach ihren Tagebüchern verlief ergebnislos. Der Rückweg zur Alabama während der Polarnacht verlief dramatisch. Die meisten Hunde gingen verloren, und Jørgensen erfror sich die Füße. Am 17. Dezember erreichten sie Alabama Havn.
In der Zwischenzeit hatte Laub zwei Schlittenreisen zur Erkundung und Kartierung der Umgebung von Shannon unternommen. Die erste führte ihn vom 13. bis 23. Oktober gemeinsam mit Poulsen zur Halbinsel Haystack und zur Küste von Hochstetter Forland. Auf der zweiten, die er gemeinsam mit Unger unternahm, kartierte er vom 28. Oktober bis 11. November die Küste von Shannon.

### 1910

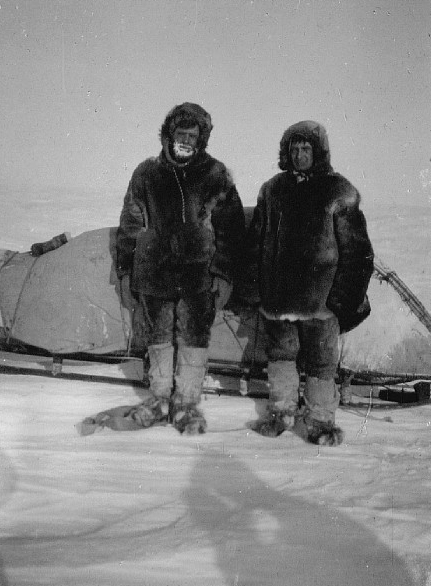
Mikkelsen und Iversen (9. April 1910)

Nachdem im Februar noch ein Depot am Bessel Fjord angelegt worden war, startete Mikkelsen am 4. März in Begleitung Iversens die Hauptexkursion zum Danmark Fjord, wo die Gruppe um Mylius-Erichsen den Sommer 1907 verbracht hatte, wie man aus Brønlunds Tagebuch wusste. Unterstützt wurden sie von Laub, Olsen und Poulsen, die sie fünf Wochen lang begleiteten. Sie folgten der Küstenlinie bis zur Dove Bugt und nahmen hier den beschwerlichen Aufstieg über den Auslassgletscher Storstrømmen, um auf das Inlandeis zu gelangen. Am 10. April verabschiedeten Mikkelsen und Iversen sich von ihren Kameraden, die in den folgenden Wochen Dronning Louise Land erforschten und am 23. Mai zum Schiff zurückkehrten. Die zwei Männer hatten Proviant für 100 Tage auf ihren Schlitten. Häufige Stürme und zahlreiche Gletscherspalten ließen sie nur langsam vorankommen. Im gesamten April schafften sie nur eine Strecke von 175 km Luftlinie. Nach sieben harten Wochen auf dem Inlandeis konnten sie es am 13. Mai in der Nähe des Sees Fyn Sø verlassen. Mikkelsen war beeindruckt von der unerwartet reichen Vegetation der Region. Durch den Abschuss zweier Moschusochsen war zunächst für Proviant gesorgt. Am 22. Mai, sie befuhren schon seit fünf Tagen das Eis des Danmark Fjords, stießen sie am Ufer auf einen aufgeschichteten Steinhaufen, der eine Nachricht Mylius-Erichsens vom 12. September 1907 enthielt. Darin teilte er mit, dass die Gruppe den Sommer am Danmark Fjord hatte verbringen müssen, während sie auf festes Eis für den Heimweg entlang der Küste wartete. Mikkelsen und Iversen hatten nur noch sieben Hunde und ließen nun einen Schlitten zurück. Die Landschaft hatte sich auf dem Weg verändert, und die Jagd zeitigte immer weniger Erfolg. Am 26. Mai fanden sie eine zweite Nachricht, datiert auf den 8. August 1907. Darin berichtete Mylius-Erichsen, dass er am 1. Juni des Jahres mit Høeg-Hagen und Brønlund Pearys Cape Glacier erreicht und festgestellt hätte, dass es keinen Pearykanal gäbe und Navy Cliff in fester Landverbindung mit Heilprin-Land wäre. Das war eine wichtige Information, für die zwei Männer aber auch sehr beunruhigend, da als Heimweg jetzt nur die beschwerliche Route entlang der grönländischen Ostküste blieb, an der Mylius-Erichsen gescheitert war. Von Kap Rigsdagen, dem nördlichsten von Mikkelsen erreichten Punkt, waren bis zum Schiff 890 Kilometer zurückzulegen. Sie hatten noch für 12 Tage Nahrung für die Hunde und für 45 Tage für sich selbst. Es gab auf dem Weg aber einige Depots der Danmark-Expedition. Am 3. Juni bemerkte Mikkelsen an sich Anzeichen von Skorbut. Seine Kraft ließ in den nächsten Tagen nach, und er musste sich auf dem Schlitten sitzend ziehen lassen. Das Schmelzen des Eises machte die Fahrt immer beschwerlicher. Auf Holm Land mussten sie 18 Tage rasten, bevor sie weiterziehen konnten. Den nächsten unfreiwilligen Aufenthalt gab es auf Hovgaard Ø. Mikkelsen hatte sich zwar erholt, aber die Lebensmittelvorräte waren aufgebraucht. Am 12. Juli verloren sie einen Teil ihrer Ausrüstung, als einer der Schlitten ins Wasser fiel. Darunter waren der Theodolit, die Spaten und ihre Sammlung an geologischen und botanischen Proben. Am 15. August erreichten sie Lambert Land und kurz vor Schnauder Ø aßen sie die beiden noch verbliebenen Hunde. Sie behielten nur das Notwendigste bei sich – ihre Tagebücher, Filme, Waffen, etwas Benzin, ihren Kocher, etwas Essen und jeweils ein Paar Strümpfe. Bald darauf deponierten sie ihre Tagebücher auf einer Felseninsel und behielten nur einen Rest Essen, ein Gewehr mit etwas Schrotmunition und die Strümpfe. Am 18. September trafen sie in Danmarkshavn ein, wo sie sich ausruhten. Als sie am 25. November nach Alabama Havn kamen, fanden sie dort nur das Wrack ihres Schiffs und eine notdürftig aus Wrackteilen zusammengezimmerte Hütte, aber keinen ihrer Kameraden. Die Alabama war bereits im Frühjahr vom Eis zerdrückt worden und die Männer waren Ende Juli von einem Robbenjäger an Bord genommen worden. Mikkelsen und Iversen bezogen die Hütte und überwinterten.

### 1911
Am 25. April 1911 brachen Mikkelsen und Iversen nach Norden auf, um ihre zurückgelassenen Tagebücher von der Schäre im Skærfjorden zu holen. Ein Eisbär hatte das Depot durchwühlt und erheblichen Schaden angerichtet. Eine Filmrolle und der größte Teil der Papiere konnten geborgen werden, aber eines von Mikkelsens Tagebüchern war bis auf wenige Seiten verloren. Am 16. Mai gaben sie die Suche auf und kehrten nach Shannon zurück. Den Sommer über warteten sie dort vergeblich auf die Ankunft eines Schiffes, das sie nach Hause bringen würde. Im Herbst erlegten sie mehrere Moschusochsen und beschlossen, mit Hilfe des Beiboots der Alabama und 680 kg Fleisch nach Bass Rock, einer 33 km südlich gelegenen Insel, umzuziehen. Sie wussten, dass dort zwei für die Baldwin-Ziegler-Expedition gebaute Hütten standen. Im folgenden Jahr wollten sie die Fahrt nach Ammassalik starten, dem nächsten bewohnten Ort. Das Boot stellte sich aber als zu schwer für zwei Männer heraus und musste an einer Eispressung zurückgelassen werden. Auf Bass Rock angekommen fanden sie in einer der Hütten eine Nachricht des Kapitäns des norwegischen Walfängers Laura, der hier im Juli 1911 nach Spuren der Vermissten gesucht hatte. Mikkelsen bedauerte jetzt, im Sommer untätig auf Shannon abgewartet zu haben.

### 1912
Die zwei Männer blieben zunächst auf Bass Rock. Am 25. Januar brachen sie noch einmal nach Norden auf, um Fleisch von der Insel Shannon zu holen. Erst im April kehrten sie nach Bass Rock zurück. Sie suchten ihr Boot auf, waren aber zu schwach, es über das Eis zu ziehen, und mussten es an Ort und Stelle liegen lassen. Ohne Boot konnten sie Ammassalik nicht erreichen, und so harrten sie auf Bass Rock aus. Inzwischen war Hilfe unterwegs.  Knud Rasmussen, der auf seiner Ersten Thule-Expedition eigentlich den Pearykanal erforschen wollte, änderte seine Pläne, um nach den Verschollenen zu suchen. Er marschierte mit drei Begleitern von seiner Handelsstation „Thule“ in Nordwestgrönland über das Inlandeis zum Danmark Fjord. Dort fand er am 4. Juni Mylius-Erichsens Sommerlager. Der dortige Steinhaufen enthielt allerdings keinerlei Nachrichten, weil Mikkelsen sie an sich genommen und versäumt hatte, eigene Schreiben zu deponieren. Rasmussen schloss daraus, dass Mikkelsen den Danmark Fjord nicht erreicht hatte, und stellte seine Suche ein. Am 19. Juli erschien der norwegische Robbenfänger Sjöblomsten vor Bass Rock. Er nahm Mikkelsen und Iversen auf und brachte sie nach Ålesund, von wo sie nach Kopenhagen weiterreisten. Kapitän Paul Lillenæs sicherte sich so die von der dänischen Regierung ausgeschriebene Belohnung von 10.000 Kronen und kam dem Kapitän der Godthaab um acht Tage zuvor. Diese erreichte am 21. Juli Danmarkshavn, wo Johan Peter Koch und Alfred Wegener zu ihrer Grönlanddurchquerung an Land gesetzt wurden. Nach dem Fund einer Nachricht von Mikkelsen fuhr sie nach Bass Rock weiter.

## Ergebnisse
Die Alabama-Expedition war darin erfolgreich, weitere Papiere der Danmark-Expedition aufzufinden. Diese gaben Auskunft darüber, wie Mylius-Erichsen mit seinen zwei Begleitern den Sommer am Danmark Fjord verbracht hatte. Sie enthielten zudem die geographisch wichtige Information, dass der Pearykanal nicht existiert. Die ungünstig südliche Lage des Winterquartiers der Alabama-Expedition machte es für Mikkelsen deutlich schwerer, zum Danmark Fjord vorzudringen, als es für die Danmark-Expedition gewesen war. Er wählte dazu einen Weg über das Inlandeis, den vor ihm keiner gegangen war. 36 neue geographische Namen wurden vergeben, fast die Hälfte davon betreffen Nunatakker im Inlandeis.
Während der gesamten Dauer der Expedition wurden meteorologische Beobachtungen angestellt. Dazu kamen verschiedene Thermometer und Barometer zum Einsatz, die das Dänische Meteorologische Institut (DMI) zur Verfügung gestellt hatte. Von der Danmark-Expedition stammten ein Barograph und ein Taschenanemometer (beide von Rudolf Fuess in Berlin). Da die Alabama-Expedition über keinen ausgebildeten Meteorologen verfügte, wurde die Auswertung der gewonnenen Daten Hans Jensen Hansen überlassen, dem Leiter der klimatologischen Abteilung des DMI.

## Rezeption
Ejnar Mikkelsen verfasste noch vor dem offiziellen Expeditionsbericht, der 1922 in der Zeitschrift Meddelelser om Grønland erschien, einen Erlebnisbericht für das breite Publikum unter dem Titel Tre Aar paa Grønlands Østkyst („Drei Jahre an Grönlands Ostküste“). Die deutsche Übersetzung erschien 1913 bei Brockhaus unter dem Titel Ein arktischer Robinson, die englische im selben Jahr als Lost in the Arctic. Johannes Georgi würdigte es in seinem Nachruf auf Mikkelsen mit folgenden Worten: „Dieses Buch Ein arktischer Robinson […] ist ein bleibendes Dokument dafür, was der Mensch im Kampf mit den Naturgewalten zu ertragen fähig ist, und gehört in die Reihe der unsterblichen Polarbücher wie Nansens In Nacht und Eis oder Kapitän R. F. Scott’s Letzte Fahrt.“ Der 74-jährige Mikkelsen veröffentlichte 1955 eine Neufassung unter dem Titel Farlig Tomandsfærd („Gefährliche 2-Mann-Reise“), auf Englisch erschienen als Two against the Ice. Das Buch stellt die literarische Vorlage für das Filmdrama Against the Ice (2022) dar. Beide Bücher wurden bis in die jüngste Zeit immer wieder neu aufgelegt, zuletzt jeweils mit einem Vorwort von Mikkelsens Enkelin Naja Mikkelsen. Das Expeditionstagebuch Iver Iversens wurde 1962 publiziert.

## Expeditionsbericht
- Alabama-Expeditionen til Grønlands Nordøstkyst 1909–1912 under ledelse af Ejnar Mikkelsen. In: Meddelelser om Grønland. Band 52, 1922 (biodiversitylibrary.org).
- Ejnar Mikkelsen: Preface. S. I–VIII.
- Ejnar Mikkelsen: Report on the Expedition. S. 1–142.
- Vilhelm Laub: Report concerning the remaining part of the expedition during Mikkelsen’s sledge journeys. S. 143–184.
- Ejnar Mikkelsen: Notes on the sea-ice along the east coast of Greenland. S. 185–214.
- Hans Jensen Hansen: Meteorological observations on the Alabama-Expedition. S. 215–295.